# Castianeira hongkong
Castianeira hongkong är en spindelart som beskrevs av Song, Zhu och Wu 1997. Castianeira hongkong ingår i släktet Castianeira och familjen flinkspindlar. Inga underarter finns listade.